# 651 до н. е.

## Події

### Астрономічні явища
- 7 червня. Кільцеподібне сонячне затемнення.[1]
- 2 грудня. Повне сонячне затемнення.[1]

## Народились
- Піттак — давньогрецький філософ, політичний діяч.